# Helton Yomura
Helton Yomura (Rio de Janeiro, 17 de novembro de 1984) é um advogado brasileiro ligado ao PTB e ex-ministro do Trabalho do Brasil.

## Biografia
Nikkei formado em Direito pela Universidade Veiga de Almeida e com pós-graduado em Direito da Administração Pública pela Universidade Federal Fluminense foi Superintendente Regional do Ministério do Trabalho no Rio de Janeiro, no período de de 2016 a 2017.  Em outubro de 2017 foi empossado secretário-executivo do Ministério do Trabalho sendo que janeiro de 2018, com a nomeação impugnada de Cristiane Brasil, atuou como ministro interino, sendo oficializado no cargo de Ministro do Trabalho em 10 de abril de 2018.

## Operação Registro Espúrio
Em 5 de julho de 2018, o ministro do STF, Edson Fachin, autorizou o afastamento do mandatário do Ministério em nova fase da Operação Registro Espúrio, da Polícia Federal.. Ainda no mesmo dia o Diário Oficial da União publica a exoneração de Yomura do Ministério do Trabalho.